# Liste von Sakralbauten in Sprockhövel
Die Liste von Sakralbauten in Sprockhövel enthält die Kirchengebäude und andere Sakralbauten in der Stadt Sprockhövel, Ennepe-Ruhr-Kreis.

## Liste
| Name                           | Bild                         | Lage (Stadt, Ortsteil)            | Gründung, Bauzeit | Konfession bzw. Religion   | Träger                              | Bemerkungen                                                   |
| ------------------------------ | ---------------------------- | --------------------------------- | ----------------- | -------------------------- | ----------------------------------- | ------------------------------------------------------------- |
| Ev. Kirche Gennebreck/Herzkamp | Ev. Kirche Gennebreck        | Sprockhövel (Gennebreck/Herzkamp) |                   | evangelisch                | EKvW, Kirchenkreis Schwelm          |                                                               |
| Ev. Kirche Niedersprockhövel   | Ev. Kirche Niedersprockhövel | Sprockhövel (Niedersprockhövel)   | 1785              | evangelisch                | EKvW, Kirchenkreis Hattingen-Witten | Auf den Fundamenten der alten Kirche St. Januarius errichtet. |
| St. Januarius                  | St. Januarius                | Sprockhövel (Niedersprockhövel)   | 1899–1900         | römisch-katholisch         | Bistum Essen                        |                                                               |
| Ev. Kirche Haßlinghausen       | Ev. Kirche Haßlinghausen     | Sprockhövel (Haßlinghausen)       |                   | evangelisch                | EKvW, Kirchenkreis Schwelm          |                                                               |
| Sankt Josef                    | St. Josef                    | Sprockhövel (Haßlinghausen)       |                   | römisch-katholisch         | Bistum Essen                        |                                                               |
|                                | Kirche                       | Sprockhövel (Am Schmalenberg)     | 2006              | Siebenten-Tags-Adventisten |                                     |                                                               |